# Eburia elongata
Eburia elongata là một loài bọ cánh cứng trong họ Cerambycidae.